# Libero Liberati
Libero Liberati (* 20. September 1926 in Terni; † 5. März 1962) war ein italienischer Motorradrennfahrer.

## Karriere
Libero Liberati begann seine Karriere in der italienischen Motorradmeisterschaft. Anfang der 1950er Jahre unternahm er einige erfolglose Versuche, in der Motorrad-Weltmeisterschaft Fuß zu fassen.
Später schaffte er jedoch den Durchbruch und konnte in der Saison 1956 beim Nationen-Grand-Prix in Monza in der 350-cm³-Klasse seinen ersten Grand-Prix-Sieg feiern.
Die mit Abstand erfolgreichste Saison seiner Karriere, übrigens auch die einzige, in der er an allen WM-Läufen teilnahm, hatte er 1957 auf Gilera. In diesem Jahr fanden, wie damals üblich, nur fünf Rennen statt, von denen er vier gewinnen konnte (darunter auch die Großen Preise auf dem Sachsenring und dem Nürburgring) und einen zweiten Platz einfuhr. Liberati wurde überlegen 500er-Weltmeister und konnte in der 350-cm³-Klasse mit einem Sieg, einem zweiten und drei dritten Plätzen hinter dem Australier Keith Campbell Vizeweltmeister werden. Bedingt durch den Rückzug italienischer Hersteller aus der Motorrad-Weltmeisterschaft 1957 nahm Liberati 1958 nicht an der Weltmeisterschaft teil.
In der Saison 1959 bestritt er auf Morini in der 250-cm³-Klasse seinen letzten Grand Prix.
Libero Liberati konnte neben seinen Erfolgen in der Motorrad-WM insgesamt 39 Rennen gewinnen, darunter z. B. die Coppe d’Oro Shell in Imola in den Jahren 1954 und 1960.
Liberati kam am 5. März 1962, im Alter von 35 Jahren, bei einem Verkehrsunfall im Valnerina ums Leben. Er befand sich mit seiner Gilera Saturno auf dem Weg von Terni nach Modena, wo der erste Lauf zur italienischen Meisterschaft ausgetragen wurde. Ihm zu Ehren wurde das Stadion des Fußballvereins seiner Heimatstadt, Ternana Calcio, in Stadio Libero Liberati getauft.
Am 24. Dezember 1996 wurde der Asteroid (6417) Liberati nach ihm benannt.

## Statistik

### Erfolge
- 1955 – Italienischer 500-cm³-Meister auf Gilera
- 1956 – Italienischer 500-cm³-Meister auf Gilera
- 1957 – 500-cm³-Weltmeister auf Gilera
- 6 Grand-Prix-Siege
- 1 Ulster-Grand-Prix-Sieg

### In der Motorrad-Weltmeisterschaft
| Saison | Klasse  | Ergebnis    | Motorrad | Siege |
| ------ | ------- | ----------- | -------- | ----- |
| 1955   | 500 cm³ | 7.          | Gilera   | 0     |
| 1956   | 350 cm³ | 7.          | Gilera   | 1     |
| 1956   | 500 cm³ | 8.          | Gilera   | 0     |
| 1957   | 350 cm³ | 3.          | Gilera   | 1     |
| 1957   | 500 cm³ | Weltmeister | Gilera   | 4     |
| 1959   | 250 cm³ | 12.         | Morini   | 0     |